# Friedrich Dickel
Friedrich Dickel (ur. 9 grudnia 1913 w Vohwinkel – obecnie dzielnica Wuppertalu, zm. 22 października 1993 w Berlinie) – działacz komunistyczny, agent GRU, polityk, generał armii, Minister Spraw Wewnętrznych i szef Policji Ludowej NRD w latach 1963–1989.

## Życiorys

### Działalność do 1945 roku
Urodzony w rodzinie murarza, po ukończeniu szkoły powszechnej kształcił się w latach 1928–1931 w zawodzie odlewnika. Jednocześnie rozpoczął działalność w ruchu komunistycznym, wstępując w 1928 roku do Komunistycznego Związku Młodych Niemiec, a w roku 1931 – do Komunistycznej Partii Niemiec. Po drugim aresztowaniu w 1935 roku opuścił Niemcy, udając się do Francji, a w następnym roku do Holandii, gdzie kontynuował działalność komunistyczną.
Po wybuchu wojny domowej w Hiszpanii w 1936 roku walczył po stronie sił republikańskich w XI Międzynarodowej Brygadzie im. Ernsta Thälmanna, osiągając stanowisko dowódcy kompanii. Jednak już w następnym roku wyjechał do Moskwy, gdzie wstąpił do szkoły wywiadu GRU. Po jej ukończeniu został wysłany jako agent wywiadu, początkowo do Finlandii, a następnie do Szanghaju. Aresztowany w 1943 roku przez japońskie władze okupacyjne, został skazany przez sąd wojskowy na karę 5 lat więzienia.

### Działalność po 1945 roku

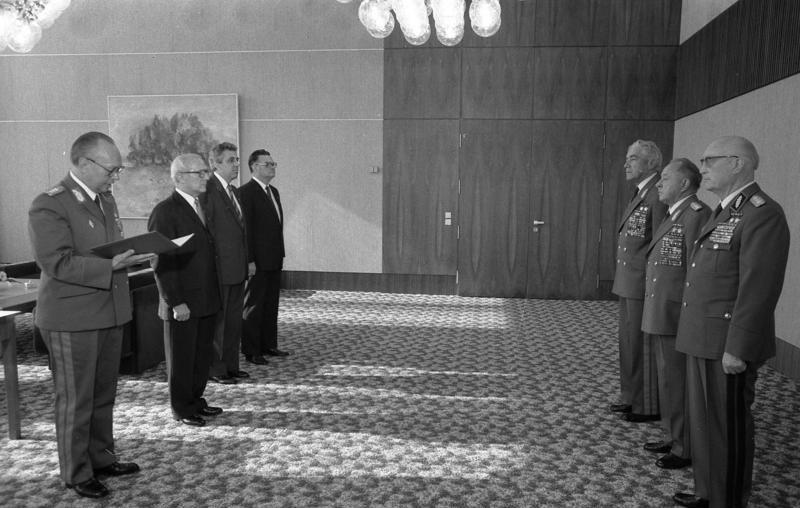
Erich Honecker wręcza Dickelowi (pierwszy z prawej) nominację na stopień generała armii, 1984 r.

Zwolniony po kapitulacji Japonii, znalazł pracę w amerykańskim biurze projektów, w którym również prowadził działalność szpiegowską na rzecz ZSRR. Do Moskwy powrócił w maju 1946 roku, by w grudniu tegoż roku wyjechać do radzieckiej strefy okupacyjnej Niemiec. Został członkiem Niemieckiej Partii Jedności (SED), a w roku 1947 wstąpił do wschodnioniemieckiej Policji Ludowej, służąc do 1949 roku w jej dyrekcji w Lipsku. Po ukończeniu kursu w Wyższej Szkole Policyjnej w Kochstedt, został komendantem szkoły policyjnej w Berlinie, zaś w 1953 roku – zastępcą komendanta Skoszarowanych Oddziałów Policji Ludowej (KVP) do spraw polityczno-wychowawczych.
Po przekształceniu KVP w Narodową Armię Ludową (NVA) w 1956 roku, Dickel został powołany na zastępcę Ministra Obrony Narodowej ds. politycznych. W latach 1957–1959 przebywał po raz kolejny w Moskwie, na studiach w Akademii Sztabu Generalnego ZSRR. Po powrocie objął ponownie stanowisko zastępcy Ministra Obrony, tym razem ds. techniki i uzbrojenia. Jednocześnie został stałym przedstawicielem NRD przy Sztabie Grupy Wojsk Radzieckich w Niemczech. W sierpniu 1961 roku był członkiem Narodowej Rady Obrony NRD podczas budowy Muru Berlińskiego.
15 listopada 1963 roku Friedrich Dickel został mianowany Ministrem Spraw Wewnętrznych NRD i jednocześnie komendantem głównym Policji Ludowej. Do roku 1976 był również szefem obrony cywilnej NRD.
Stanowisko Ministra Spraw Wewnętrznych piastował Dickel przez prawie 26 lat. Został odwołany wraz z całym rządem Willi Stopha 7 listopada 1989 roku w następstwie wydarzeń politycznych w NRD.
W latach 1967–1989 Dickel był członkiem Komitetu Centralnego SED, a także posłem do Izby Ludowej, aż do 1990 roku. Nigdy jednak nie wszedł w skład Biura Politycznego KC SED, toteż nie należał do najściślejszego kręgu władzy w NRD.
Po zjednoczeniu Niemiec mieszkał w Berlinie, gdzie zmarł 22 października 1993 roku, w wieku 79 lat. Został pochowany na cmentarzu Grünau.

## Awanse
- generał major KVP – 1 października 1952
- generał porucznik NVA – 7 października 1963
- generał pułkownik DVP – 7 października 1965
- generał armii DVP – 7 października 1984

## Odznaczenia
- Order Karla Marksa – czterokrotnie (1973, 1983, 1985, 1988)
- Złota Gwiazda Bohatera NRD – dwukrotnie (1975, 1983)
- Złota Gwiazda Bohatera Pracy (1988)
- Odznaka Honorowa Orderu Zasługi dla Ojczyzny (1978)
- Order Zasługi dla Ojczyzny w Złocie (1973) i Srebrze
- Order Sztandaru Pracy
- Order Scharnhorsta (1979)
- Order Zasługi w Walkach dla Ludu i Ojczyzny I klasy
- Medal za Walkę z Faszyzmem 1933-1945
- Medal Hansa Beimlera
- Order Lenina – dwukrotnie (1983, 1985)
- Order Rewolucji Październikowej (1975)
- Order Czerwonego Sztandaru (1980)
- Order Wojny Ojczyźnianej I klasy (1970)
- Order Przyjaźni Narodów (1988)
- Order Ludowej Republiki Bułgarii
- Order Czerwonego Sztandaru (MRL)
- Order Przyjaźni (CSRS) (1988)
- Order Czerwonej Gwiazdy (CSRS)
- Medal za Zwycięstwo nad Japonią (ZSRR)